# Sigi Hagl

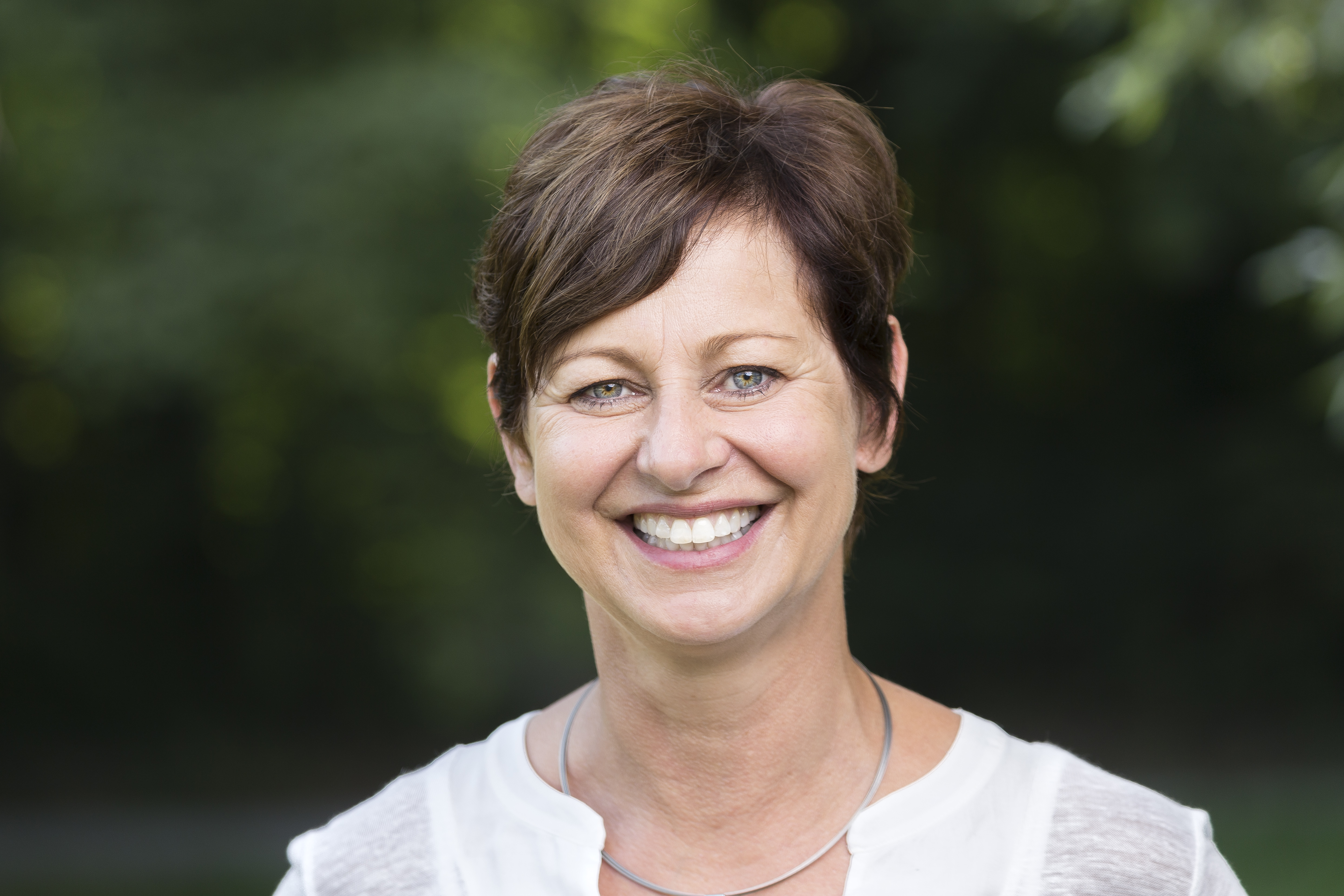
Sigi Hagl (2017)

Sigi Hagl (* 3. Mai 1967 in Landshut, eigentlich Sigrid Hagl) ist eine deutsche Politikerin (Bündnis 90/Die Grünen). Sie war von 2014 bis 2019 Landesvorsitzende der bayerischen Grünen.

## Ausbildung und Beruf
Nach dem Abitur am Hans-Leinberger-Gymnasium absolvierte Sigi Hagl eine Ausbildung zur Rundfunkredakteurin und studierte Politikwissenschaften.
Bevor sie die Politik zu ihrem Beruf gemacht hat, war Sigi Hagl Studioleiterin eines privaten Radiosenders und Dozentin am Institut für Politikwissenschaften an der Universität Regensburg.
Hagl ist Mutter zweier Kinder.

## Politik
2004 trat Sigi Hagl bei Bündnis 90/Die Grünen ein. Seit 2008 ist sie Stadträtin in ihrer Heimatstadt Landshut.
Am 17. November 2013 wurde sie auf dem Parteitag der bayerischen Grünen zur Landeschefin gewählt. Im Oktober 2015 wurde sie wiedergewählt und im November 2015 auf dem Bundesparteitag der Grünen in den Parteirat gewählt. Auf der Landesdelegiertenkonferenz am 8. Oktober 2017 wurde sie mit 67,9 Prozent im Amt als Landesvorsitzende bestätigt.
Hagl trat bei der Kommunalwahl 2020 als Kandidatin für das Amt der Oberbürgermeisterin in Landshut an, verlor die Wahl aber gegen den amtierenden Oberbürgermeister.